# Porn Time
Porn Time és una aplicació de streaming en línia formada a partir de Popcorn Time, amb la finalitat de veure contingut pornogràfic.
Va ser piublicada el 6 de juny de 2015 i des de llavors ha adquirit una gran base d'usuaris.
L'aplicació d'escriptori va ser baixada per 450.000 usuaris durant la primera setmana després del seu llançament, sobrecarregant els servidors de descàrrega. Torrentfreak va citar l'equip de desenvolupament que va dir: "Estem bastant sorprès i ens sembla una mica difícil de creure i divertit d'alguna manera. Però Porn Time, el Popcorn Time for Porn, es va convertir en un fenomen d'Internet només una setmana després de la seva publicació!".
El país que té més descàrregues de Porn Time són els EUA, seguits de França i el Brasil. Porn Time es va llançar inicialment per a Windows, Mac i Linux, i també està disponible per a dispositius Android. Segons el líder de l'equip, Porn Time es va crear a causa de la demanda de porno a Popcorn Time.